# 视网膜双极细胞
双极细胞在视网膜中位于感光细胞（包括视桿细胞、视锥细胞）和神经节细胞之间，直接或者间接地将信号由感光细胞传递到神经节。

## 结构
顾名思义，视网膜中的双极细胞是一类雙極神經元，其胞体会连向两段突起。在视网膜双極细胞中，这两段突起与视桿细胞或视锥细胞相连；而在硬骨鱼类中，还存在与视杆细胞和视锥细胞共连的双极细胞。此外，双极细胞也接受来自水平细胞的突出信号。双极细胞将来自感光细胞或者水平细胞的信号直接或者间接（通过无长突细胞）传递到神经节细胞。和其它神经元不同的是，双极细胞可以通过階梯电位以及动作电位进行信号沟通。

## 功能
双极细胞接受视桿细胞、视锥细胞或二者共同的突触信号输入。它们通常被依此分成视杆双极细胞或视锥双极细胞。大约有10种不同形式的视锥双极细胞，但只有一个视杆双极细胞，据信是因为后者在进化中较晚出现的缘故。
在黑暗中，感光细胞会释放谷氨酸，透过過極化ON双极细胞来抑制ON细胞，透过去极化OFF双极细胞来激发OFF细胞。然而，在光线照射下，视蛋白激活全反式视黄醛，给予能量刺激G蛋白偶联受体激活磷酸二酯酶（PDE），磷酸二酯酶使cGMP分解为5’-GMP，光感受器超极化，其功能被抑制。在感光细胞中，在黑暗条件下有大量的cGMP，保持cGMP门控Na通道的开放，因此，激活PDE减少了cGMP的供应，减少了Na通道的开放数量，从而使感光细胞过极化，导致释放的谷氨酸减少。这导致 ON 双极细胞失去其抑制并变得活跃（去极化），而OFF双极细胞失去其兴奋（過極化）并变得沉默。
视杆双极细胞不直接与神经节细胞形成突触，它透过突触连接无长突细胞，反过来激发双极细胞上的锥体（通过缝隙连接）和抑制锥体 OFF 双极细胞（通过甘氨酸介导的抑制性突触），从而跳过了视锥，以便在暗处（低）环境光条件下向神经节细胞发送信号。
OFF双极细胞突触位于视网膜内丛状层的外层，ON双极细胞终止于内丛状层的内层。

### 信号传递
双极细胞能有效地将视杆细胞和视锥细胞的信息传递给神经节细胞。水平细胞和无长突细胞使问题有些复杂：水平细胞向树突引入侧抑制，并引起视网膜感受野中明显的中心环绕抑制。无长突细胞也将侧抑制引入轴突终末，提供多种视觉功能，包括高效的信号转导和高信噪比。
已知，双极细胞上方的感光细胞通过代谢型（ON）或亲电离型（OFF）受体神经的直接参与于双极细胞感受野中心环绕抑制。然而，产生同一感受野的单色环绕的机制仍在研究中。虽然我们知道在这个过程中一个重要的细胞是水平细胞，但是受体和分子的确切序列是未知的。

### 引用
- Nicholls, John G.; A. Robert Martin; Bruce G. Wallace; Paul A. Fuchs. . Sunderland, Mass: Sinauer Associates. 2001. ISBN 0-87893-439-1.
- Masland RH. . Nat. Neurosci. 2001, 4 (9): 877–86. PMID 11528418. doi:10.1038/nn0901-877.